# 玫瑰騎士
《玫瑰騎士》（德語：Der Rosenkavalier），作品59，是理查·史特勞斯所著的歌劇，共分三幕，时长将近4小时，於1911年1月26日在德國德累斯頓市首演。故事敘述一位17歲的單身伯爵與32歲的元帥夫人發生外遇，伯爵又陰錯陽差地擔任了夫人表親的「玫瑰騎士」，向一位富家女提親，卻愛上她的故事。

## 角色列表
| 原名                                                   | 譯名                                 | 演唱者           |
| ------------------------------------------------------ | ------------------------------------ | ---------------- |
| The Marschallin, Princess Marie Thérèse von Werdenberg | 元帥夫人, 威登堡親王夫人             | 女高音           |
| Octavian, Count Rofrano, her young lover               | 奧克塔文伯爵, 元帥夫人的情人         | 次女高音         |
| Baron Ochs van Lerchenau, her cousin                   | 歐克斯·凡·李赫諾男爵, 元帥夫人的表親 | 男低音           |
| Sophie von Faninal                                     | 蘇菲, 未婚妻                         | 女高音           |
| Herr von Faninal, Sophie's rich parvenu father         | 法尼納爾, 蘇菲的父親                 | 男中音           |
| Marianne, her duenna                                   | 瑪莉安娜, 侍女                       | 女高音           |
| Valzacchi, an intriguer                                | 華察基, 密謀者                       | 男高音           |
| Annina, his niece and partner                          | 安妮娜, 華察基姪女及其伙伴           | 女高音           |
| A notary                                               | 公證人                               | 男中音           |
| An Italian singer                                      | 義大利歌手                           | 男高音           |
| Three noble orphans                                    | 三位貴族的孤兒                       | 女高音、次女高音 |
| A milliner                                             | 雜貨店女郎                           | 女高音           |
| A vendor of pets                                       | 寵物商商販                           | 男高音           |
| Faninal's Major-Domo                                   | 法尼納爾之管家                       | 男高音           |
| A police inspector                                     | 警官                                 | 男低音           |
| The Marschallin's Major-Domo                           | 元帥夫人之管家                       | 男高音           |
| An innkeeper                                           | 客棧老闆                             | 男高音           |
| Four lackeys                                           | 四位僕人                             | 男低音、男高音   |
| Four waiters                                           | 四位侍者                             | 男低音、男高音   |

## 劇情

### 第一幕
场景：元帥夫人的卧室
元帥夫人和奧克塔文互相表达爱慕之情。但是在早餐的时候，他们听见外边有吵闹的声音。元帅夫人以为她的丈夫突然回来了。于是把奥克塔文藏在床后。但是，他再出现的时候，却伪装成了一个名为“Mariandel”的女仆。他并试图悄悄地离开。
不幸的是歐克斯·凡·李赫諾男爵，元帥夫人的表親也从这个门进来了。他堵住了“Mariandel”的路。欧克斯立刻被“Mariandel”吸引. 并他与“Mariandel”打情骂俏。
欧克斯是来和元帅夫人见面并且讨论他与苏菲的订婚仪式的，苏菲是一个叫法尼纳尔富商的女儿。欧克斯想让让元帅夫人推荐一名年轻男子作为他的“玫瑰骑士”. “玫瑰骑士”必须把银玫瑰这个传统的订婚礼物送给苏菲。元帅夫人建议奥克塔文来作为欧克斯的玫瑰骑士。当欧克斯看到奥克塔文的画像时，他注意到奥克塔文和“Mariandel”他们非常像。他怀疑“Mariandel”是奥克塔文的私生妹妹。并且欧克斯解释说，他也有一个私生子为他工作。所以不要担心。
之后很多人来元帅夫人的房间。 意大利歌手为元帅夫人演唱小夜曲，演唱完以后，元帅夫人的发型师开始给她做头发。这时欧克斯和一个律师正在讨论他的结婚证。两个意大利阴谋家，华察基和安妮娜，他们要求欧克斯给他们一个工作。他询问了他们元帅夫人侍女的事情。元帅夫人对她的发型师很不满意。因为他让她看起来老了。所以元帅夫人很生气。
她让所有的人都离开。她回忆起自己不幸的婚姻又想起来同龄的苏菲。所以元帅夫人很伤心。
她唱了她消失的青春和男人的花心。这时奥克塔文穿着男人的衣服回来了。她见到元帅夫人，她非常高兴。但是元帅夫人知道有一天他会离开她。所以她和奥克塔文说再见。奥克塔文临走时，元帅夫人忘了吻他。所以元帅夫人让仆人追他回来。但是已经晚了。于是元帅夫人告诉她的佣人把这束银玫瑰给奥克塔文。奥克塔文作为玫瑰骑士应该把玫瑰送给苏菲。

### 第二幕
场景：法尼納爾的家
法尼纳尔和苏菲等待玫瑰骑士的到来。但是根据传统，玫瑰骑士出现的时候，法尼纳尔应该离开。奥克塔文到了，并在一个特别的仪式下给了苏菲这个银玫瑰。同时，两个年轻人一见钟情，他们诉说的爱意。这时欧克斯与苏菲的父亲一起走进房间。欧克斯男爵行为非常粗鲁，常常调戏苏菲。并且欧克斯的男仆人对法尼纳尔德女仆进行骚扰。苏菲哭泣，他告诉奥克塔文她不想嫁给欧克斯。奥克塔文答应帮她。他拥抱她，他们诉说。但是两位意大利阴谋家发现了他们的情况，并且告诉了欧克斯。
欧克斯只觉得搞笑，他想到奥克塔文太年轻，还是一个孩子。对他构不成威胁，欧克斯瞧不起奥克塔文。奥克塔文欧克斯对话后，奥克塔文要跟欧克斯决斗。但是欧克斯输了，并且欧克斯手臂受了轻伤。法尼纳尔吓坏了，他马上叫医生来。但是苏菲告诉她的父亲，她绝对不会跟欧克斯结婚，因为他粗鲁没有风度。但她的父亲很生气。他不同意。他强调苏菲必须和欧克斯结婚。这时欧克斯要他的仆人抓住奥克塔文，所以他必须离开，苏菲被强制送到她的卧室。并且监控起来。
欧克斯单独留在家中，他的胳膊上还打上绷带，安妮娜进来。她偷偷地给欧克斯一封“Mariandel”来的信。这封信是她要和欧克斯见面。欧克斯很高兴,他兴奋地在舞台上跳舞华尔兹，安妮娜跟欧克斯要奖励，因为她帮了欧克斯一个大忙，但欧克斯觉得这是安妮哪应该做的，所以拒绝给安妮娜奖励。安妮娜生气了并且发誓她将报复欧克斯的卑鄙行为。

### 第三幕
场景：旅馆的私人房间
华察基和安妮娜帮助奥克塔文给欧克斯准备了一个陷阱。他们租了一个特别的房间。他们所有的准备工作是为了陷害欧克斯与“Mariandel”，从而阻止欧克斯与苏菲的婚礼。
欧克斯和“Mariandel”到达。欧克斯想勾引“Mariandel”。于是他们调情，他拥抱“mariandel”的时候。他被“Mariandel”和奥克塔文相似的脸震惊了。一个女人（安妮娜装扮）冲进房间. 声称欧克斯是她的丈夫。 声称欧克斯是她无数孩子的父亲。孩子们喊着“爸爸！爸爸！”欧克斯不明白怎么回事，于是他叫警察来。
警官到达以后，要求欧克斯解释。这是事情时怎么回事。欧克斯声称“Mariandel”是他的未婚妻苏菲。这时法尼纳尔来了，他看见欧克斯的作为后，他非常愤怒，他被卷入这个丑闻中。 他叫苏菲来为证明奥克斯说的不是真话。苏菲来了以后告诉欧克斯离她远一点儿。欧克斯完全被搞糊涂了他也很尴尬， 然后，元帅夫人来了。这个警察认识元帅夫人。因为此前，这个警察是为元帅夫人的丈夫工作的。元帅夫人告诉警官，他可以离开了。所有的人都可以离开了。
最后欧克斯明白了元帅夫人和奥克塔文/ “Mariandel”的关系的真相。他还想再争取一下。元帅夫人命令他绅士的离开。他犹豫了一下，但随后承认，这是最好的办法。欧克斯离开的时候，所有的人都要求欧克斯买单。
于是舞台上只留下元帅夫人，苏菲，和奥克塔文。元帅夫人知道她担心了这么多的日子的那天已经到来。奥克塔文在两个女人之间犹豫。他不知道該选择哪个。在歌剧的情感高潮，元帅夫人优雅地离开了奥克塔文. 并且她鼓励他跟着他的心走。元帅夫人与法尼纳尔然后到隔壁房间。当她走了，苏菲和奥克塔文紧紧的拥抱对方。法尼纳尔和元帅夫人回到房间看见了这对拥抱的恋人。元帅夫人喜忧参半的看着奥克塔文，他终于选择了自己的真爱。元帅夫人和法尼纳尔离开。苏菲和奥克塔文最后的狂喜的爱情二重唱。

## 「玫瑰騎士」組曲
“玫瑰骑士”大受欢迎。因此施特劳斯截取了剧中一些很好的乐段，改变成易于音乐会演出的版本。1944年，他在美国的波蘭指挥家罗德辛斯基的协助下完成了“玫瑰骑士的组曲”。
“玫瑰骑士”组曲首段出现管弦乐前奏曲。描绘元帅夫人与奥克塔文激情的一夜。（法国号以激动的声音奏出，微肖微妙。）。然后柔和的音乐刻画了“玫瑰骑士”奥克塔文。充满青春气息的奥克塔文，使元帅夫人知道这个情人马上就要离开他。追求年轻女人，奥克他们跟苏菲之二重唱（雙簧管及法国号）紧随其后，两人互相钦慕之情溢于言表。但是被不协和乐曲打断，表述笨手笨脚的欧克斯出现。之后的圆舞曲乐段，先有小提琴犹豫地奏出，在先后由独奏小提琴及乐团奏出。继续休止及小提琴独奏后，一段表达依恋的音乐出现，表述元帅夫人发现奥克塔文变心了人，伤心不已。接着是奥克塔文与苏菲激情的爱情的二重唱，两人欣喜如狂，音乐高潮迭起。最后是喧闹的圆舞曲。刻画了自大到极点的欧克斯。施特劳斯更特别为这个版本写了个热闹的尾声。